# Paulina Ducruet
Paulina Ducruet (Pauline Grace Maguy Ducruet; ur. 4 maja 1994 w Monako) – potomkini monakijskiej rodziny książęcej, córka Daniela Ducruet i księżniczki Stefanii z Monako; projektantka mody; zajmuje siedemnaste miejsce w linii sukcesji monakijskiego tronu.

## Życiorys
Paulina Ducruet rodziła się w Monako jako drugie dziecko Daniela Ducruet i księżniczki Stefanii z Monako.
W 2017 ukończyła studia na kierunku projektowanie ubrań w Parsons School of Design w Nowym Jorku.
Zajmuje siedemnaste miejsce w linii sukcesji monakijskiego tronu.
Nie posiada tytułów szlacheckich. Regularnie bierze udział w oficjalnych wydarzeniach, które odbywają się w Księstwie Monako. Jej obszary zainteresowań obejmują przede wszystkim projektowanie mody i sport.
Poprzez swojego przodka, Jana Wilhelma Friso, księcia Oranii spokrewniona jest ze wszystkimi rodzinami królewskimi i książęcymi panującymi w Europie.
Mieszka w Monte Carlo i w Nowym Jorku.

## Powiązania rodzinne
Paulina urodziła się 4 maja 1994 w Klinice imienia Księżnej Grace w Monte Carlo.
Jej rodzicami są Daniel Ducruet, niegdyś ochroniarz monakijskiej rodziny książęcej i Stefania, księżniczka Monako. Poprzez trzecie małżeństwo ojca jej macochą jest Kelly Marie Lancien.
Jej dziadkami ze strony ojca są Henri Ducruet i Maguy Barbero; natomiast ze strony matki Rainier III, władca Monako w latach 1949–2005 i Grace, księżna Monako, amerykańska aktorka, zdobywczyni Nagrody Akademii Filmowej dla najlepszej aktorki za rolę Georgie Elgin w filmie Dziewczyna z prowincji.
Ma starszego brata Ludwika Ducruet, starszego przyrodniego brata Michała Ducruet oraz młodsze przyrodnie siostry Kamilę Gottlieb i Linoué Ducruet.
Została ochrzczona razem ze swoim bratem 17 kwietnia 1995 w prywatnej ceremonii w Katedrze Świętego Devote w Monako. Jej rodzicami chrzestnymi zostali brat matki, Albert II, markiz Baux (obecnie książę Monako) i siostra matki księżniczka Karolina (obecnie księżna Hanoweru).
Otrzymała imiona cześć obydwu swoich babć, Grace, księżnej Monako i Maguy Barbero.

### Edukacja
W 2011 ukończyła Liceum Księcia Alberta I w Monako. Następnie podjęła naukę w monakijskiej szkole języków obcych. Posługuje się językiem francuskim, angielskim i dialektem monakijskim. W latach 2012–2015 była studentką Istituto Marangoni w Paryżu; jest to prywatna włoska szkoła mody i projektowania. 19 grudnia 2017 ukończyła Parsons School of Design w Nowym Jorku na kierunku projektowania odzieży.

## Kariera zawodowa
Paulina Ducruet uprawiała nurkowanie i reprezentowała Monako podczas oficjalnych zawodów sportowych, między innymi na Mistrzostwach Świata Juniorów w Nurkowaniu w Akwizgranie, Mistrzostwach Europy Juniorów w Pływaniu i Nurkowaniu w Helsinkach i w pierwszych w historii Letnich Igrzyskach Olimpijskich Młodzieży w Singapurze, jako jedna z czterech reprezentantów swojego kraju. W czasie ceremonii otwarcia igrzysk pełniła funkcję chorążego reprezentacji.
W listopadzie 2010 nominowana była do nagrody Sportowca Roku w Monako.
We wrześniu 2014 została ambasadorem firmy Lancaster w Azji.
Ducruet jest dyplomowaną projektantką mody. W lutym 2017 znalazła się na okładce magazynu Point de Vue i udzieliła w nim swojego pierwszego wywiadu. W czerwcu 2017 poinformowała o wydaniu we współpracy z Marią Zarco pierwszej kolekcji ubrań, która nazwana została altered.designs. W lutym 2018 znalazła się na okładce hiszpańskiego Harpers Bazaar.
31 marca 2018 ukończyła wyścig samochodowy Rallye Aicha des Gazelles du Maroc, przeznaczony tylko dla kobiet, w którym brała udział również jej wujeczna siostra, Jaśmina Grimaldi.
W październiku 2018 w wywiadzie dla magazynu Madame Figaro zapowiedziała wydanie swojej pierwszej ulicznej kolekcji ubrań na 2019 rok. 18 czerwca w Paryżu miała miejsce premiera serii Alter Designs.
Zaprojektowała suknię ślubną dla swojej bratowej Marii Chevallier, w której Francuzka wystąpiła w czasie religijnej ceremonii zaślubin w lipcu 2019 roku.
5 grudnia 2019 została ogłoszona ambasadorem i dyrektorem kreatywnym ICONIC Digital Summit, będącego częścią dorocznego Forum Grimaldich.

## Osoba związana z rodziną książęcą
Paulina Ducruet nie jest członkinią monakijskiej rodziny książęcej, dlatego tylko okazyjnie bierze udział w oficjalnych wystąpieniach. Regularnie uczestniczy w publicznych świętach w księstwie, obchodach Narodowego Dnia Monako, balach charytatywnych i wydarzeniach sportowych. Ponadto jest gościem europejskich tygodni mody oraz festiwali cyrkowych i telewizyjnych.
Zajmuje siedemnaste miejsce w linii sukcesji monakijskiego tronu, za swoim bratem Ludwikiem i bratanicą Wiktorią. Zgodnie z Konstytucją Księstwa Monako, zostanie wykreślona z tej listy, gdy władcą zostanie jej wujeczny brat, książę Jakub. Ducruet nie posiada żadnych szlacheckich tytułów, bo te dziedziczone są tylko w linii męskiej, a jej ojciec takowych nie posiadał. W mediach niekiedy referowana jest jako „księżniczka Monako”, co jest błędem.
Paulina urodziła się jako dziecko nieślubne. Jej rodzice wstąpili w związek małżeński 1 lipca 1995, co spowodowało włączenie Pauliny i Ludwika do linii sukcesji.
Po rozwodzie rodziców w październiku 1996 pozostała z matką na dworze monakijskim.
2 grudnia 2013 towarzyszyła matce w charytatywnej zbiórce pieniędzy z okazji Światowego Dnia AIDS.
W lutym 2017 została prezydentem Festiwalu Cyrkowego Nowej Generacji, który odbywa się w Fontevielle.
W czerwcu 2018 została włączona do jury Monakijskich Nagród dla Influencerów, których pierwsze rozdanie miało miejsce w październiku tego samego roku.

### Działalność w Monako
Paulina uczestniczy w wydarzeniach, odbywających się regularnie w księstwie Monako, do których należą:
- Narodowy Dzień Monako (19 listopada), którego data wybierana jest przez panującego księcia i zwykle jest to dzień wspomnienia patrona księcia (obecnie 19 listopada);
- Międzynarodowy Festiwal Cyrkowy w Monte Carlo odbywa się każdego roku w styczniu, a jego prezydentem jest księżniczka Stefania;
- Grand Prix Monako Formuły 1, wyścig Formuły 1, którego historia sięga 1929 roku.

Paulina współpracuje z fundacjami, kierowanymi przez członków rodziny książęcej:
- Fight AIDS Monaco to fundacja założona w 2004 przez księżniczkę Stefanię, zajmująca się popularyzowaniem wiedzy na temat zakażenia wirusem HIV i profilaktyką zakażeń[25].

### Patronaty
- Od 2017 jest prezydentem Festiwalu Cyrkowego Nowej Generacji.
- Od 2018 jest ambasadorem Monakijskich Nagród dla Influencerów[26].

## Życie prywatne
Od 2011 do 2013 jej partnerem był Paul-Noel Ettori, monakijski piłkarz.
W listopadzie 2014 poinformowała, że jest w związku z Maxime Giaccardi.

## Genealogia

### Przodkowie
|  |                                            |  |  |  |  |  |  |  |  |  |  |  |  |  |  |  |
|  | Henri Ducruet                              |  |  |  |  |  |  |  |  |  |  |  |  |  |  |  |
|  |                                            |  |  |  |  |  |  |  |  |  |  |  |  |  |  |  |
|  |                                            |  |  |  |  |  |  |  |  |  |  |  |  |  |  |  |
|  | Daniel Ducruet (1964-)                     |  |  |  |  |  |  |  |  |  |  |  |  |  |  |  |
|  |                                            |  |  |  |  |  |  |  |  |  |  |  |  |  |  |  |
|  |                                            |  |  |  |  |  |  |  |  |  |  |  |  |  |  |  |
|  | Magui Ducruet                              |  |  |  |  |  |  |  |  |  |  |  |  |  |  |  |
|  |                                            |  |  |  |  |  |  |  |  |  |  |  |  |  |  |  |
|  |                                            |  |  |  |  |  |  |  |  |  |  |  |  |  |  |  |
|  | Paulina Ducruet (1994-)                    |  |  |  |  |  |  |  |  |  |  |  |  |  |  |  |
|  |                                            |  |  |  |  |  |  |  |  |  |  |  |  |  |  |  |
|  |                                            |  |  |  |  |  |  |  |  |  |  |  |  |  |  |  |
|  | Maxence, hrabia Polignac (1857-1936)       |  |  |  |  |  |  |  |  |  |  |  |  |  |  |  |
|  |                                            |  |  |  |  |  |  |  |  |  |  |  |  |  |  |  |
|  |                                            |  |  |  |  |  |  |  |  |  |  |  |  |  |  |  |
|  | Pierre, książę Valentinois (1895-1964)     |  |  |  |  |  |  |  |  |  |  |  |  |  |  |  |
|  |                                            |  |  |  |  |  |  |  |  |  |  |  |  |  |  |  |
|  |                                            |  |  |  |  |  |  |  |  |  |  |  |  |  |  |  |
|  | Susana, hrabina Polignac (1858-1913)       |  |  |  |  |  |  |  |  |  |  |  |  |  |  |  |
|  |                                            |  |  |  |  |  |  |  |  |  |  |  |  |  |  |  |
|  |                                            |  |  |  |  |  |  |  |  |  |  |  |  |  |  |  |
|  | Rainier III, książę Monako (1923-2005)     |  |  |  |  |  |  |  |  |  |  |  |  |  |  |  |
|  |                                            |  |  |  |  |  |  |  |  |  |  |  |  |  |  |  |
|  |                                            |  |  |  |  |  |  |  |  |  |  |  |  |  |  |  |
|  | Ludwik II, książę Monako (1870-1949)       |  |  |  |  |  |  |  |  |  |  |  |  |  |  |  |
|  |                                            |  |  |  |  |  |  |  |  |  |  |  |  |  |  |  |
|  |                                            |  |  |  |  |  |  |  |  |  |  |  |  |  |  |  |
|  | Charlotte, księżna Valentinois (1898-1977) |  |  |  |  |  |  |  |  |  |  |  |  |  |  |  |
|  |                                            |  |  |  |  |  |  |  |  |  |  |  |  |  |  |  |
|  |                                            |  |  |  |  |  |  |  |  |  |  |  |  |  |  |  |
|  | Marie Louvet (1867-1930)                   |  |  |  |  |  |  |  |  |  |  |  |  |  |  |  |
|  |                                            |  |  |  |  |  |  |  |  |  |  |  |  |  |  |  |
|  |                                            |  |  |  |  |  |  |  |  |  |  |  |  |  |  |  |
|  | księżniczka Stefania z Monako (1965-)      |  |  |  |  |  |  |  |  |  |  |  |  |  |  |  |
|  |                                            |  |  |  |  |  |  |  |  |  |  |  |  |  |  |  |
|  |                                            |  |  |  |  |  |  |  |  |  |  |  |  |  |  |  |
|  | John Kelly (1847-1897)                     |  |  |  |  |  |  |  |  |  |  |  |  |  |  |  |
|  |                                            |  |  |  |  |  |  |  |  |  |  |  |  |  |  |  |
|  |                                            |  |  |  |  |  |  |  |  |  |  |  |  |  |  |  |
|  | John Kelly (1899-1960)                     |  |  |  |  |  |  |  |  |  |  |  |  |  |  |  |
|  |                                            |  |  |  |  |  |  |  |  |  |  |  |  |  |  |  |
|  |                                            |  |  |  |  |  |  |  |  |  |  |  |  |  |  |  |
|  | Mary Kelly (1852-1926)                     |  |  |  |  |  |  |  |  |  |  |  |  |  |  |  |
|  |                                            |  |  |  |  |  |  |  |  |  |  |  |  |  |  |  |
|  |                                            |  |  |  |  |  |  |  |  |  |  |  |  |  |  |  |
|  | Grace, księżna Monako (1929-1982)          |  |  |  |  |  |  |  |  |  |  |  |  |  |  |  |
|  |                                            |  |  |  |  |  |  |  |  |  |  |  |  |  |  |  |
|  |                                            |  |  |  |  |  |  |  |  |  |  |  |  |  |  |  |
|  | Karl Majer (1863-1922)                     |  |  |  |  |  |  |  |  |  |  |  |  |  |  |  |
|  |                                            |  |  |  |  |  |  |  |  |  |  |  |  |  |  |  |
|  |                                            |  |  |  |  |  |  |  |  |  |  |  |  |  |  |  |
|  | Margaret Kelly (1898-1990)                 |  |  |  |  |  |  |  |  |  |  |  |  |  |  |  |
|  |                                            |  |  |  |  |  |  |  |  |  |  |  |  |  |  |  |
|  |                                            |  |  |  |  |  |  |  |  |  |  |  |  |  |  |  |
|  | Margaretha Majer (1870-1949)               |  |  |  |  |  |  |  |  |  |  |  |  |  |  |  |
|  |                                            |  |  |  |  |  |  |  |  |  |  |  |  |  |  |  |
|  |                                            |  |  |  |  |  |  |  |  |  |  |  |  |  |  |  |

| Pierwsze pokolenie                                                                                              | Drugie pokolenie                                | Trzecie pokolenie                            | Czwarte pokolenie                      | Piąte pokolenie                   |
| --- | ----------------------------------------------- | -------------------------------------------- | -------------------------------------- | --------------------------------- |
| Pierre, książę Valentinois (ur 1895, zm. 1964) Charlotte, księżna Valentinois (ur. 1898, zm. 1977) (potomkowie) | Antoinette, baronowa Massy (ur. 1920, zm. 2011) | Elisabeth de Massy (ur. 1947, zm. 2020)      | Jean Taubert Natta (ur. 1974)          | Melchior Taubert Natta (ur. 2009) |
| Pierre, książę Valentinois (ur 1895, zm. 1964) Charlotte, księżna Valentinois (ur. 1898, zm. 1977) (potomkowie) | Antoinette, baronowa Massy (ur. 1920, zm. 2011) | Elisabeth de Massy (ur. 1947, zm. 2020)      | Melanie-Antoinette de Massy (ur. 1985) |                                   |
| Pierre, książę Valentinois (ur 1895, zm. 1964) Charlotte, księżna Valentinois (ur. 1898, zm. 1977) (potomkowie) | Antoinette, baronowa Massy (ur. 1920, zm. 2011) | Christan de Massy (ur. 1949)                 | Leticia de Massy (ur. 1971)            | Rose de Brouwer (ur. 2008)        |
| Pierre, książę Valentinois (ur 1895, zm. 1964) Charlotte, księżna Valentinois (ur. 1898, zm. 1977) (potomkowie) | Antoinette, baronowa Massy (ur. 1920, zm. 2011) | Christan de Massy (ur. 1949)                 | Leticia de Massy (ur. 1971)            | Sylvestre de Brouwer (ur. 2008)   |
| Pierre, książę Valentinois (ur 1895, zm. 1964) Charlotte, księżna Valentinois (ur. 1898, zm. 1977) (potomkowie) | Antoinette, baronowa Massy (ur. 1920, zm. 2011) | Christan de Massy (ur. 1949)                 | Brice de Massy (ur. 1987)              |                                   |
| Pierre, książę Valentinois (ur 1895, zm. 1964) Charlotte, księżna Valentinois (ur. 1898, zm. 1977) (potomkowie) | Antoinette, baronowa Massy (ur. 1920, zm. 2011) | Christan de Massy (ur. 1949)                 | Antoine de Massy (ur. 1997)            |                                   |
| Pierre, książę Valentinois (ur 1895, zm. 1964) Charlotte, księżna Valentinois (ur. 1898, zm. 1977) (potomkowie) | Antoinette, baronowa Massy (ur. 1920, zm. 2011) | Christine-Alix de Massy (ur. 1951, zm. 1989) | Sebastian Knecht de Massy (ur. 1972)   | Christine Knecht (ur. 2000)       |
| Pierre, książę Valentinois (ur 1895, zm. 1964) Charlotte, księżna Valentinois (ur. 1898, zm. 1977) (potomkowie) | Antoinette, baronowa Massy (ur. 1920, zm. 2011) | Christine-Alix de Massy (ur. 1951, zm. 1989) | Sebastian Knecht de Massy (ur. 1972)   | Alexia Knecht (ur. 2001)          |
| Pierre, książę Valentinois (ur 1895, zm. 1964) Charlotte, księżna Valentinois (ur. 1898, zm. 1977) (potomkowie) | Antoinette, baronowa Massy (ur. 1920, zm. 2011) | Christine-Alix de Massy (ur. 1951, zm. 1989) | Sebastian Knecht de Massy (ur. 1972)   | Vittoria Knecht (ur. 2007)        |
| Pierre, książę Valentinois (ur 1895, zm. 1964) Charlotte, księżna Valentinois (ur. 1898, zm. 1977) (potomkowie) | Antoinette, baronowa Massy (ur. 1920, zm. 2011) | Christine-Alix de Massy (ur. 1951, zm. 1989) | Sebastian Knecht de Massy (ur. 1972)   | Andrea Knecht (ur. 2008)          |
| Pierre, książę Valentinois (ur 1895, zm. 1964) Charlotte, księżna Valentinois (ur. 1898, zm. 1977) (potomkowie) | Rainier III, książę Monako (ur. 1923, zm. 2005) | Caroline, księżna Hanoweru (ur. 1957)        | Andrea Casiraghi (ur. 1984)            | Alexandre Casiraghi (ur. 2013)    |
| Pierre, książę Valentinois (ur 1895, zm. 1964) Charlotte, księżna Valentinois (ur. 1898, zm. 1977) (potomkowie) | Rainier III, książę Monako (ur. 1923, zm. 2005) | Caroline, księżna Hanoweru (ur. 1957)        | Andrea Casiraghi (ur. 1984)            | India Casiraghi (ur. 2015)        |
| Pierre, książę Valentinois (ur 1895, zm. 1964) Charlotte, księżna Valentinois (ur. 1898, zm. 1977) (potomkowie) | Rainier III, książę Monako (ur. 1923, zm. 2005) | Caroline, księżna Hanoweru (ur. 1957)        | Andrea Casiraghi (ur. 1984)            | Maximilian Casiraghi (ur. 2018)   |
| Pierre, książę Valentinois (ur 1895, zm. 1964) Charlotte, księżna Valentinois (ur. 1898, zm. 1977) (potomkowie) | Rainier III, książę Monako (ur. 1923, zm. 2005) | Caroline, księżna Hanoweru (ur. 1957)        | Charlotte Casiraghi (ur. 1986)         | Raphael Elmaleh (ur. 2013)        |
| Pierre, książę Valentinois (ur 1895, zm. 1964) Charlotte, księżna Valentinois (ur. 1898, zm. 1977) (potomkowie) | Rainier III, książę Monako (ur. 1923, zm. 2005) | Caroline, księżna Hanoweru (ur. 1957)        | Charlotte Casiraghi (ur. 1986)         | Balthasar Rassam (ur. 2018)       |
| Pierre, książę Valentinois (ur 1895, zm. 1964) Charlotte, księżna Valentinois (ur. 1898, zm. 1977) (potomkowie) | Rainier III, książę Monako (ur. 1923, zm. 2005) | Caroline, księżna Hanoweru (ur. 1957)        | Pierre Casiraghi (ur. 1987)            | Stefano Casiraghi (ur. 2017)      |
| Pierre, książę Valentinois (ur 1895, zm. 1964) Charlotte, księżna Valentinois (ur. 1898, zm. 1977) (potomkowie) | Rainier III, książę Monako (ur. 1923, zm. 2005) | Caroline, księżna Hanoweru (ur. 1957)        | Pierre Casiraghi (ur. 1987)            | Franceso Casiraghi (ur. 2018)     |
| Pierre, książę Valentinois (ur 1895, zm. 1964) Charlotte, księżna Valentinois (ur. 1898, zm. 1977) (potomkowie) | Rainier III, książę Monako (ur. 1923, zm. 2005) | Caroline, księżna Hanoweru (ur. 1957)        | księżniczka Alexandra (ur. 1999)       |                                   |
| Pierre, książę Valentinois (ur 1895, zm. 1964) Charlotte, księżna Valentinois (ur. 1898, zm. 1977) (potomkowie) | Rainier III, książę Monako (ur. 1923, zm. 2005) | Albert II, książę Monako (ur. 1958)          | Jazmin Grimaldi (ur. 1992)             |                                   |
| Pierre, książę Valentinois (ur 1895, zm. 1964) Charlotte, księżna Valentinois (ur. 1898, zm. 1977) (potomkowie) | Rainier III, książę Monako (ur. 1923, zm. 2005) | Albert II, książę Monako (ur. 1958)          | Alexandre Grimaldi-Coste (ur. 2003)    |                                   |
| Pierre, książę Valentinois (ur 1895, zm. 1964) Charlotte, księżna Valentinois (ur. 1898, zm. 1977) (potomkowie) | Rainier III, książę Monako (ur. 1923, zm. 2005) | Albert II, książę Monako (ur. 1958)          | Gabriela, hrabina Carladès (ur. 2014)  |                                   |
| Pierre, książę Valentinois (ur 1895, zm. 1964) Charlotte, księżna Valentinois (ur. 1898, zm. 1977) (potomkowie) | Rainier III, książę Monako (ur. 1923, zm. 2005) | Albert II, książę Monako (ur. 1958)          | Jakub, markiz Baux (ur. 2014)          |                                   |
| Pierre, książę Valentinois (ur 1895, zm. 1964) Charlotte, księżna Valentinois (ur. 1898, zm. 1977) (potomkowie) | Rainier III, książę Monako (ur. 1923, zm. 2005) | księżniczka Stephanie (ur. 1965)             | Louis Ducruet (ur. 1992)               | Victoire Ducruet (ur. 2023)       |
| Pierre, książę Valentinois (ur 1895, zm. 1964) Charlotte, księżna Valentinois (ur. 1898, zm. 1977) (potomkowie) | Rainier III, książę Monako (ur. 1923, zm. 2005) | księżniczka Stephanie (ur. 1965)             | Pauline Ducruet (ur. 1994)             |                                   |
| Pierre, książę Valentinois (ur 1895, zm. 1964) Charlotte, księżna Valentinois (ur. 1898, zm. 1977) (potomkowie) | Rainier III, książę Monako (ur. 1923, zm. 2005) | księżniczka Stephanie (ur. 1965)             | Camille Gottlieb (ur. 1998)            |                                   |